# علم جينوم الصحة العامة
علم جينوم الصحة العامة (بالإنجليزية: Public Health Genomics) هو استخدام معلومات الجينوم لفائدة الصحة العامة. يمكن تصور هذا المفهوم كرعاية أكثر وقائية وشخصية وفعالية وتقديم علاجات لأمراض ذات خصوصية أكبر تستهدف التركيب الجيني لكل مريض (مجموعة بيلاجيو لعلم جينوم الصحة العامة).
وفقا لـمراكز مكافحة الأمراض واتقائها (تعرف اختصارا: CDC)، فإن جينوميات الصحة العامة هي مجال دراسي ناشئ يقيّم تأثير الجينات وتفاعلها مع سلوك وغذاء وبيئة الصحة العامة.
لا يتجاوز عمر مجال الصحة العامة أكثر من عقد من الزمن وقد بدأت عدد من مؤسسات الفكر والرأي والجامعات والحكومات (تتضمن الولايات المتحدة والمملكة المتحدة وأستراليا) بمشاريع جينوميات الصحة العامة. تعمل الدراسات التي يتم إجراؤها على الجينوم الإنساني على توليد معرفة جديدة ستستلزم تغييرات في برامج وسياسات الصحة العامة.
مع الاستخدام المضطرد للتقدم في علوم الجينوم لتحسين الصحة والوقاية من الأمراض وتعليم وتدريب القوى العاملة في الصحة العامة فإن مزودي الصحة العامة الآخرين والمواطنين سيلعبون دورا أساسيا في دمج هذه المعرفة الجديدة في برامج الصحة العامة المتواجدة. إن توفير تعليم الجينوم سواء أكان ذلك مع العموم أو لهم سيساعد في حماية المستهلكين من الاستخدامات السابقة لأوانها أو غير الملائمة لاستخدامات اختبار الجينوم.
إن كلا من تعقيد وكمية المعلومات المجردة المرتبطة بعلم الجينوم والرعاية الصحية قد تكون مبهرة لكل من المشتغلين بالصحة العامة والجمهور. كما ستنشأ استراتيجيات جديدة ومنتجات وخدمات من تقنيات الجينوم في الأعوام المقبلة، فإن ضرورة توفير كل من التعليم المتخصص ذي العلاقة بالجينوم والتدريب ومعلومات الصحة العامة لتحسين الوعي وبناء الكفاءات واتخاذ قرارات واعية وتأكيد استمرارية النفاذ إلى الخدمات الصحية ستزداد.

## تعزيز الصحة العامة
إن نشر تسلسل الجينوم البشري قبل خمسين سنة فقط والذي تبع اكتشاف الدنا يبشّر بمعلم علمي في تاريخ أبحاث علم الأحياء وخصوصا في الطب الباطني السريري. في فترات سابقة من تاريخ الطب، تسبب نقص الأدوات التعليمية في إبطاء تقدّم التطور السريري المتعلّق بالتقدم العميق في العلوم الطبية. في الحقبة الحالية، يجب أن يترافق التعليم مع اكتشاف علمي متزايد لتعجيل إمكانية تسلسل الجينوم البشري. تم تطوير أدوات خاصة بالفعل لصنع محو أمية علمي وجيني ضرورية لترجمة هذه الأدوات إلى جانب السرير ولإشراك دراسات الكثافة السكانية العالية الحاسمة التي هناك حاجة إليها لبحث كل من الأخطار والبشرى الخاصة بتطبيق المعلومات التي يتم توليدها عن طريق الدراسات التي يتم إجراؤها على الجينوم البشري.
سيكون من المستحيل إغلاق الفجوة الخاصة بمعرفة القوى العاملة في علم الجينوم ما لم توجد برامج تعليمية مستمرة وقوية داخل وخارج بيئة الجامعة. يعتبر التعليم العام جزءا حرجا من هذا الجهد، ولكنه قد فشل سريعا وذلك لأن المتخصصين في الصحة العامة ما زالوا في طور تثقيف أنفسهم بشكل رئيسي. في النهاية وبسبب ذلك، ستكون هناك حاجة للمصادر لزيادة نوع الجهد اللازم للتأكد من استخدام الجينيوم بشكل سليم لمنفعة الصحة العامة. على سبيل المثال؛ يجب تعلّم المزيد عن اللغة العامة والمصطلحات التي يمكن أن تحدث فرقا في فهم العامة للجينات وخصوصا أن يكون الفهم مطورا لكيفية توصيل المفاهيم الاحتمالية. مثلا، ما هي التأثيرات الناتجة عن القول بأن الشخص يمتلك نزعة جينية للإصابة بمرض ما؟

## وضع «الجمهور» في الصحة العامة
تتعلق معلومات الجينوم بكل فرد في المجتمع، وكلما تطور العلم كان لا بد من بذل جهود كبيرة لإشراك العموم في ذلك البحث والسياسات اللاحقة. هناك نزعة ناشئة نحو الشراكة بين المجتمعات والعلماء إضافة إلى نشر النتائج لصناع القرار. تتضمن بعض قضايا السياسة العامة: تخزين مستودعات المعلومات الجينية (مثال: الفحص الجيني لحديثي الولادة ومدة التخزين والملكية والاستخدامات المسموح بها والتحكم بالوصول وحماية الخصوصية والتمييز بواسطة أرباب العمل وشركات التأمين بناء على الوصول إلى معلومات الجينوم الشخصية والوصول إلى التقنية التي تتيح المعلومات الجينية الشخصية للمريض). يعمل موقع الكتروني متاح للعموم (geneforum.com) كمنتدى يناقش مثل هذه المسائل المختصة بالسياسة العامة.
تلعب السياسة العامة دورا هاما في الحماية ضد التمييز الجيني والذي تم تعريفه في قاموس Taber's Cyclopedic الطبي (2001) كمعاملة غير متساوية لأشخاص بعيوب جينية معروفة أو ميول موروثة للإصابة بالمرض. يمكن أن يكون للتمييز الجيني أثر سلبي على التوظيف أو التأمين أو المتغيرات الاجتماعية والاقتصادية. تتضمن السياسة العامة المتبعة في الولايات المتحدة لحماية الأفراد ومجموعات الأشخاص ضد التمييز الجيني قانون الأمريكيين ذوي الإعاقة (1990) (ويعرف اختصارا بـ ADA) والأمر التنفيذي رقم 13145 (2000) والذي يمنع التمييز الجيني في أماكن عمل الموظفين الفيدراليين وقانون عدم التمييز بسبب المعلومات الجينية (2007 وتم تقديمه أول مرة عام 2003).
تتلخص المخاوف العامة الخاصة بالمعلومات الجينية في: (1) السرية و (2) إساءة استخدام المعلومات (التمييز عن طريق الخطط الصحية وأرباب العمل والممارسين الطبيين) و (3) الحق بالوصول إلى المعلومات الجينية.
إن من الأهمية بمكان تلبية هذه الاهتمامات خلال تطوير السياسات للتسبب في مزيد من الجينيوميات وتطبيقاتها. سيتباطأ التطور في جينيوميات الصحة العامة بدون مشاركة واسعة النطاق من جانب المجتمع فهو يستلزم مشاركة من الأعضاء المريضين والأعضاء الذي يتعرضون لخطر عظيم والذي يتعرضون لخطر أقل لفهم التفاعل بين الجينات والبيئة وعواقبها. يجب تشجيع هذه المشاركة وحماية اهتمامات الأفراد الفردية في نفس الوقت. إن إشراك العموم عن طريق تثقيفهم عن هذا المجال الناشئ يمكن أن يدعم الثقة في العلم إلى جانب تسهيل البحث العلمي وتطبيقاته في صناعة السياسات.

## مخاوف أخلاقية بخصوص جينوم الصحة العامة
إحدى الأوجه العديدة المشاركة في جينوميات الصحة العامة هي المنطقة الأخلاقية. تم إبراز هذا الموضوع مؤخرا في دراسة أجرتها أبحاث كوغنت (http://www.redorbit.com/news/display/?id=294054) والتي وجدت أنه عند سؤال المواطنين الأمريكيين عن رأيهم عن العيب الأقوى في استخدام المعلومات الجينية، فقد عددوا «إساءة استخدام المعلومات/ انتهاك الخصوصية» كأكثر مشكلة رئيسية. مع وجود نسبة عالية من الناس الذين أفادوا بأن هذا السبب يعد عقبة رئيسية؛ ولا بد أن يكون أحد المجالات التي يجب تسويتها في أي حديث يتم بين الجمهور ومسؤولي الرعاية الصحية. على الرغم من عدم وجود أي قانون تم تمريره للحد من استخدام التمييز الجيني في تغطية تأمين الفرد أو التمييز الجيني الحاصل في مكان العمل، فقد وقع الرئيس الأمريكي بيل كلينتون في عام 2000 أمرا تنفيذيا بقضي بمنع الوكالات الفيدرالية من استخدام المعلومات الجينية للتمييز ضد المتقدمين المحتملين لشغر الوظيفة. زيادة على ذلك فإن قانون عدم التمييز بسبب المعلومات الجينية لعام 2007 قد مر عبر مجلس النواب وقد أشير إليه حاليا في لجنة مجلس الشيوخ للصحة والتعليم والعمل والمعاشات (يونيو 2007). لمتابعة أحدث الأخبار قم بزيارة الصفحة الرئيسية للخصوصية والتشريع الجيني على الرابط التالي: "http://www.ornl.gov/sci/techresources/Human_Genome/elsi/legislat.shtml".
لكي تصبح المعلومات التي تم الحصول عليها ذات فائدة للصحة العامة يجب أخذ مجموعة من المبادئ الرئيسية لأخلاقيات العلوم الحيوية في الاعتبار. على الرغم من فائدة المعلومات للصحة العامة فلا يجب تجاهل دور الفرد. ولم يكن ذلك من أجل المعلومات التي تجمع من الفرد، فغالبا ما كان هذا النقاش ليحدث. لم سيجري شخص ما فحصا جينيا إن كانت النتيجة هي إعلامه بأنه مصاب بمرض لا شفاء منه؟ بعض الناس سيتبعون المثالية النفعية ويجرون الاختبار ليساعدوا في تطوير التقنية العلمية فربما يمكن أن يكون لهذا المرض علاج يوما ما. بغرض تحمّل مثل هذا التصرف فلا يجب أن يخسر الفرد بعض الوقاية ولا التضحية بالفرد لصالح الجماعة أيضا.
إن المبدأ الأول الذي يجب الاعتراف به هو احترام الشخص كعميل استقلال ذاتي فإذا ما أقررنا بحق الفرد باتخاذ أفضل الخيارات فيما يخص الرعاية الصحية إذن فلا بد أن يمتد نفس الإقرار ليشمل احترام هذه الخيارات. ولا يجب احترام الأفراد فقط بل يجب مضاعفة عدد الناس الآخرين الذين سيتأثرون بهذا الموقف إلى أقصى درجة. بمجرد الحصول على هذه المعلومات يجب أن تكون هناك حاجة إلى حس من السرية حيث يجب القيام بهذا بغرض الحفاظ على السلامة المهنية ومن ثم يؤدي هذا إلى جمع مستقبلي للمعلومات ودون احترام للمهنية، فإن تقدم العلم سيتوقف. وفي النهاية، فإن المختصين الذين يتعاملون مع هذه المعلومات يجب أن يضعوا في اعتبارهم مبادئ الإحسان وعدم الضرر. إن مبادئ الإحسان وعدم الضرر يجب تطبيقها أيضا وفقا لعدالة التوزيع. ولذا يجب أن لا نركز فقط على الصالح النفعي الذي سيتأتى من هذه المعلومات، وبدلا عن ذلك فيجب أن نضع في اعتبارنا قسم أبقراط وأن نحاول زيادة الفائدة إلى الحد الأقصى وتقليص الأذى لجميع الأطراف المشتركة في الموضوع. إن مجرد كون المنفعة المتوقعة عظيمة لا يعني أننا يجب أن نتابع العمل على هذا الموضوع دائما.
في عام 2003، قام مجلس نويفيلد للأخلاقيات الطبية والحيوية بنشر تقرير عنوانه: «الصيدلة الجينية: مسائل أخلاقية». بي دي إف  (2.02 مبيبايت) قام مؤلفو الوثيق باستطلاع أربعة قطاعات واسعة من المسائل الأخلاقية والسياسية المتصلة بالصيدلة الجينية من حيث المعلومات والمصادر والمساواة والسيطرة. في مقدمة التقرير، يبين المؤلفون بوضوح أن تطوير وتطبيق الصيدلة الجينية يعتمد على البحث العلمي ولكن السياسة والإدارة يجب أن توفر الحوافز والقيود لتضمن استخداما أكثر فاعلية وعدالة لهذه التقنية.

## القابلية الجينية للأمراض
التغيرات الفردية متعددة الأشكال للنيكليوتيد (بالإنجليزية: Single-Nucleotide Polymorphisms) وتعرف اختصارا بـ (SNPs) هي قواعد مفردة داخل سلسلة الجين تختلف عن تلك في سلسلة الجين المتوافقة والموجودة في مجموعة فرعية من التجمع. لا يوجد للتغيرات الفردية متعددة الأشكال للنيكليوتيد أي تأثير على تعبير الجين أو لا يمكنها تغيير وظيفة الجين بشكل كامل. إن التغييرات الحاصلة في تعبير الجين تستطيع في بعض الحالات أن تتسبب في الأمراض أوقابلية حدوثها (مثال: عدوى بكتيرية أو فيروسية).
تتضمن بعض الاختبارات الخاصة بالأمراض الوراثية: التليف الكيسي ومرض تاي ساكس ومرض لو جيهريج (ALS) وداء هنتنغتون والارتفاع الكارثي للكوليسترول وبعض أنواع السرطان النادرة والقابلية الوراثية للإصابة بالسرطان. بعض هذه الأمراض تم شرحها تاليا.

## فيروس الهربس والالتهابات الفيروسية
بما أن مجال الجينوميات يضع في اعتباره كامل الجينوم للكائن الحي وليس جيناته المنفردة فقط، فدراسة الإصابات الفيروسية الكامنة تندرج ضمن هذا الحقل. على سبيل المثال، فإن دنا فيروس الهربس الكامن يندمج مع كروموسوم العائل وينتشر عبر تضاعف الخلية بالرغم من أنه ليس جزءا من جينوم الكائن الحي ولم يكن موجودا عند ولادته.
وجد مثال على هذا في دراسة منشورة في دورية طبيعة بتاريخ 17 مايو 2007 (مجلة طبيعة) والتي أظهرت أن الفئران التي تحوي إصابة كامنة بفيروس الهربس كانت أقل قابلية للإصابة بالعدوى البكتيريا. تمت تعدية الفئران بفيروس هربس غاما الفأري رقم 68 (فرد من فصيلة فيروسات هربس غاما) ومن ثم اختبارها بالليسترية المستوحدة. الفأر الذي كانت لديه عدوى كامنة للفيروس تزايدت مناعته للبكتيريا أما سلالات الفيروس غير الكامنة فلم تتغير قابليتها للبكتيريا. تابعت الدراسة فحص الفئران بفيروس فأري مضخم للخلايا وهو فرد من فصيلة مجموعة فيروسات هربسية بيتا والتي أعطت نتائج مماثلة. على أي حال، فالإصابة بفيروس الهربس البسيط من النوع 1 (hsv-1) وهو عضو من فصيلية فيروسات هربس ألفا لم تعط مقاومة إضافية للعدوى البكتيرية. كما واستخدم الباحثون أيضا اليرسينية الطاعونية (وهي العامل المسبب لمرض الطاعون الأسود) لاختبار إصابة الفئران الكامنة بفيروس هربس غاما 68 ووجدوا بأن الفئران قد اكتسبت مقاومة إضافية ضد البكتيريا. تم الاشتباه بأن السبب في هذا هو الخلايا البالعة البريتونية في الفأر والتي تم تنشيطها بعد العدوى الكامنة في فيروس الهربس وبما أن الخلايا البالعة تلعب دورا مهما في المناعة فهذا يزود الفأر بنظام مناعي أكثر قوة ونشاطا في وقت حدوث التعرض البكتيري. اكتشف أن فيروس الهربس الكامن تسبب بزيادة في إنترفيرون-غاما (IFN-γ) وعامل تنخر الأورام ألفا (TNF-α) حيث يؤدي كلاهما إلى تنشيط الخلايا البالعة والمقاومة ضد العدوى البكتيرية.
بما أن معظم البشر إن لم يكن جميعهم معرضون لفيروس الهربس خلال حياتهم (وخصوصا في فترة الطفولة) سيكون من المثير معرفة إن كانت عدوى الهربس الكامنة تعطي مقاومة معززة للعدوى البكتيرية. في حال كون ذلك صحيحا؛ فإن مفاهيم المناعة الحالية وبما أنها تتعلق بعدوى البكتيريا المقاومة ستحتاج إلى أن يتم إعادة حسابها وذلك لاعتبار دنا الهربس الإضافي في جينوماتنا.

## الإنفلونزا والمُتَفَطِّرة السُلِّيّة
كانت التغيرات في الجينوم الإنساني موضع دراسة لتحديد مدى القابلية للأمراض المعدية. ستحتاج دراسة التغييرات داخل الجينوميات الميكروبية إلى تقييمها أيضا لاستخدام جينوميات الأمراض المعدية ضمن الصحة العامة. ستكون القدرة على تحديد إن كانت لدى الشخص قابلية أكبر لمرض معد أكثر قيمة في تحديد كيفية معالجة المرض في حال وجودها أو لوقاية الشخص من الإصابة بالمرض. أظهرت مجموعة أمراض معدية عديدة رابطا بين الجينات والقابلية الموجودة لدى بعض العائلات التي تميل لوراثة صفات خاصة بالأمراض.
وجدت أدلة على مجموعات عائلية من الأمراض خلال مسار أوبئة الإنفلونزا الماضية ووباء الإنفلونزا الحالي حيث وجد كاندون أن مجموعات العائلة في إندونسيا عام 2005 تسببت في حالات مرضية بسيطة وشديدة وقاتلة بين أفراد العائلة. أثارت نتائج هذه الدراسة أسئلة حول الجينات أو النزعات الأخرى وكيف تؤثر على قابلية الأشخاص وخطورة الأمراض. ستكون هناك حاجة إلى دراسات مستمرة لتحديد علم وبائيات عدوى H5N1 وإذا ما كانت العوامل الجينية والسلوكية والمناعية والبيئية تساهم في تجمعات الحالة. 
تلعب العوامل الجينية في العائل دورا رئيسيا في تحديد القابلية التفاضلية للأمراض المعدية الرئيسية في البشر. أمراض البشر المعدية تظهر بشكل جينائي مرتفع مع مواضع جينية متورطة عديدة ولكن قلة من هذه الأمراض يتم نسخها بشكل مقنع . على مدار الساعة يتعرض البشر لكائنات مثل الفطرية السلية ومن الممكن أن يكون الجينوم البشري قد تطور جزئيا من تعرضنا للفطرية السلية . دراسات النموذج الحيواني وكل فحوصات الجينوم يمكن استخدامها لتحديد المواضع المحتملة على الجين التي تقترح دليلا على مرض السل. في حالة الفطرية السلية فإن دراسات النموذج الحيواني استخدمت لاقتراح دليل للموضع الذي يكون مرتبطا بالقابلية. أجريت أبحاث إضافية لإثبات الرابطة بين الموضع المحتمل. تم تحديد المواضع الجينية لترتبط مع القابلية لمرض السل وهي HLA-DR, INF-γ, SLC11A1, VDR, MAL/TIRAP و CCL2 . هناك حاجة إلى دراسات إضافية لتحديد القابلية الجينية لأمراض معدية أخرى والطرق التي سيتمكن خبراء الصحة العامة من منع واختبار هذه العدوى من تحسين مبدأ الطب الشخصي.

## داء السكري نوع 1 والجينوم المناعي والصحة العامة
إن مصطلح الجينيوميات والذي يدل على جينوم الكائن الحي الكامل يستخدم أيضا للدلالة على معلوماتية الجين أو تجميع وتخزين البيانات الجينية مما يدل على المعلومات الوظيفية المرتبطة بالجينات وتحليل البيانات كتركيبات وأنماط وشبكات عن طريق خوارزميات الحاسوب.
نظم علم الأحياء والجينيوميات هما شريكان بالفطرة بما أن تطوير معلومات الجين والأنظمة يسهّل بشكل طبيعي تحليل أسئلة نظم علم الأحياء والتي تتطلب العلاقات بين الجينات والمتغيرات (SNPs) والوظيفية البيولوجية. تتضمن مثل هذه الأسئلة اكتشاف مسارات التأشير والأشجار التطورية أو الشبكات البيولوجية مثل شبكات ومسارات المناعة. لهذا السبب فإن الجينوميات وهذه الطرق تتناسب مع دراسات المناعة. إن دراسة المناعة باستخدام الجينيوميات والبروتيوميات أيضا والنسخيّات (تتضمن ملامح الجين إما جينيومية أو ملامح جين الرنا الرسول المعبّر عنه) قد قامت بوصف علم الجينوم المناعي (Immunomics).
إن التوقع الدقيق والمرهف للمرض أو اكتشافه خلال مراحل مبكرة منه يمكن أن يسمح بمنع أو إيقاف تطور المرض عند توفر العلاجات المناعية. تم تحديد واسمات (علامات) داء السكري نوع 1 المرتبطة بقابلية المرض ويمكن اعتبار متغيرات جين HLA من النمط الثاني مثالا عليها. على كل فإن حيازة واحدة أو أكثر من واسمات الجينيوميات لا تؤدي بالضرورة إلى حدوث المرض. إن نقص تقدم المرض هو غالبا تابع لغياب المشغلات البيئية وغياب جينات القابلية وحضور جينات الحماية أو الفرق بين التعبير الزماني أو حضور هذه العوامل. ترتبط تراكيب الواسمات أيضا مع القابلية لداء السكري نوع 1 مرة أخرى فوجودها قد لا يتنبأ دائما بتطور المرض وبالعكس فإن المرض قد يكون موجودا دون مجموعة واسمات. تتضمن جينات المتغير المحتملة (SNPs) أو الواسمات المرتبطة بالمرض جينات السايتوكينات والليجندات المرتبطة بالغشاء والإنسلوين وجينات تنظيم المناعة.
إن بمقدور التحليل الما ورائي (Metaanalyses) تحديد الجينات الإضافية المترابطة عن طريق تجميع عدد من مجموعات البيانات الخاصة بالجين.[16] توضح هذه الدراسة الناجحة أهمية تجميع ومشاركة قواعد بيانات أوسع خاصة بالجينوم. إن تضمين البيانات المظهرية في قواعد البيانات سيحسّن من اكتشاف الجينات المرّشحة بينما إضافة البيانات البيئية والزمنية ستكون قادرة على النهوض بمعرفة مسارات تطور المرض. شبكة علم الأوبئة الخاصة بالجينوم البشري أو ما يعرف بـ HUGENet والتي بدأتها منظمة CDC تعمل على تحقيق التكامل بين هذا النوع من المعلومات وبين بيانات الجينوم بشكل متوافر للتحليل[17].
يمكن التفكير بهذا المشروع كمثال على التحليل الذي يعرف باسم (Metagenomics) أي تحليل مجتمع الجينوم[18] ولكن للبشر بدلا من المجتمع الجرثومي. يهدف هذا المشروع إلى تعزيز مشاركة وتعاون البيانات الدولية إضافة إلى ابتكار نموذج وإطار عمل لمجموعة من هذه البيانات. أسست CDC هذه السنة عددا من الدراسات مثل بذور CDC لتمويل أبحاث جينيوميات الصحة العامة لدمج الصحة العامة والمعلومات الجينومية برغم هذا فلم تركز أي من دراسات هذا العام على داء السكري من النوع الأول.

## فقدان السمع غير المتلازمي
تمت دراسة التغييرات داخل الجينوم لتحديد مدى القابلية للإصابة بالأمراض المزمنة والمعدية كذلك. وفقا لألين كينسون وكولين بويل فإن حوالي سدس كثافة الولايات المتحدة السكانية يعانون درجة ما من فقدان السمع. ربطت الدراسات الحديثة بين التغيرات في جين بيتا اتصالات الفرجة 2 (Gap Junction Beta 2 (GJB2) والفقدان السمعي الحس عصبي ما قبل اللغوي غير المتلازمي (Nonsyndromic Prelingual Sensorineural Hearing Loss). إن GJB2 هو جين مشفر للكونكسين وهو بروتين يوجد في قوقعة الأذن. إلى الآن، وجد العلماء أن أكثر من 90 متغير في هذا الجين وتسلسل المتغيرات قد يحسب إلى حد يصل إلى 50% من فقدان السمع غير المتلازمي. تم النظر إلى التغيرات في GJB2 لتحديد عمر بداية وشدة فقدان السمع.
من الواضح أن هناك عوامل بيئية يجب أخذها بالاعتبار أيضا. فالإصابات مثل الحصبة الألمانية والتهاب السحايا ونقص وزن الولادة واستخدام التنفس الصناعي هي عوامل معروفة في فقدان السمع ولكن معرفة هذه المعلومة إضافة إلى المعلومات الجينية ستساعد في التدخل المبكر.
قد تؤدي المعلومات التي تم الحصول عليها من دراسات إضافية حول دور تغيرات GJB2 في فقدان السمع إلى فحص حديثي ولادة متآلف بالنسبة إليهم. بما أن التدخل المبكر حاسم لمنع تأخير التطور في الأطفال الذين يعانون فقدان السمع فإن القدرة على اختبار القابلية في الأطفال الصغار قد يكون مفيدا. إن معرفة المعلومات الجينية قد تساعد أيضا في علاج الأمراض الأخرى إن كان المريض في خطر بالفعل.
هناك حاجة إلى اختبارات إضافية وخصوصا في تحديد دور تغيرات GJB2 والعوامل البيئية على مستوى السكان وعلى أي حال تبدو الدراسات الأولية مبشرة عند استخدام المعلومات الجينية جنبا إلى جنب مع فحص حديثي الولادة.

## الجنيومات والصحة

### علم الصيدلة الجيني
عرّفت منظمة الصحة العالمية علم الصيدلة الجيني بأنه دراسة تغير تسلسل الدنا وذلك لعلاقته باستجابة الدواء التفاضلية في الأفراد مثل استخدام الجينوميات لتحديد ردة فعل الفرد. يشير علم الصيدلة الجيني إلى استخدام التنميط الجيني المعتمد على الدنا بغرض استهداف العوامل الدوائية لفئات محددة من السكان المرضى في تصميم الأدوية [15].
تنص التقديرات الحالية أن مليوني مريض تأثروا بتفاعلات دوائية معاكسة تسببت في كلفة اقتصادية قدرت ب136 مليار دولار كل عام. التغيرات الجينية متعددة الأشكال في الأفراد يؤثر في أيض الدواء ومن ثم في استجابة الفرد للعلاج. تتضمن الأمثلة على الطريقة التي قد تؤثر فيها الجينات على استجابة الفرد للأدوية: ناقلات الأدوية وتفاعلات وأيض الدواء. قد يستخدم ممارسو الصحة العامة علم الصيدلة الجيني في المستقبل القريب لتحديد المرشحين الأفضل لأدوية معينة مما يعني تقليل الكثير من التخمين في وصف الأدوية. قد تقلل مثل هذه التصرفات من احتمالية تحسين فعالية العلاجات وتقلل من الأحداث الدوائية الضائرة  نسخة محفوظة 25 فبراير 2011 على موقع واي باك مشين..

### التغذية والصحة
التغذية مهمة جدا في تحديد الحالات المحتلفة للصحة. إن مجال علم المورثات الغذائية يعتمد على الفكرة القائلة بأن كل شيء يتناوله جسم الفرد يؤثر على جينوم الفرد. قد يتحقق هذا عن طريق رفع أو خفض تنظيم تعبير جينات معينة أو عن طريق عدد من الطرق الأخرى. في حين أن هذا المجال يعتبر حديث السن فهناك عدد من الشركات التي تبيع مباشرة للناس وتروج للموضوع تحت ستار الصحة العامة. إلى الآن فإن كثيرا من هذه الشركات تزعم بأنها تفيد المستهلك ولكن الاختبارات التي أجريت إما غير قابلة للتطبيق أو تتسبب في توصيات الحس السليم غالبا. إن مثل هذه الشركات تعزز انعدام الثقة العامة تجاه الاختبارات الطبية المستقبلية التي قد تختبر عوامل قابلة للتطبيق وأكثر ملائمة.
مثال على دور التغذية سيكون مسار المَثيَلَة الذي يتطلب اختزال رباعي هيدروفولات الميثلين (MTHFR). قد يحتاج فرد يمتلك تغيرا جينيا أو SNP إلى استيعاب متزايد للـ B12 وحمض الفوليك لتجاوز تأثير SNP المتغير. وقد ترافق الخطر المتزايد لعيوب الأنبوب العصبي (http://www.blackwell-synergy.com/doi/pdf/10.1046/j.1469-1809.2003.00027.x%5Bوصلة+مكسورة%5D) ومستويات الهوموسستين المرتفعة مع
MTHFR C677T متعدد الأشكال. (.(http://www.ncbi.nlm.nih.gov/sites/entrez?cmd=Retrieve&db=PubMed&list_uids=11953142&dopt=Abstract).
في عام 2002، قام باحثون من مدرسة جون هوبكينز بلوومبيرغ للصحة العامة بتحديد البصمة الوراثية للجينات والأنزيمات في الجسم والتي تعمل على تفعيل مادة السلفورافين (بالإنجليزية: Sulforaphane) وهو مركب يوجد في البروكلي والخضروات الأخرى ويعمل على الوقاية من السرطان وإزالة السموم من الخلايا. تم تحقيق هذا الاكتشاف بواسطة شريحة وراثية والتي تسمح للباحثين بمراقبة التفاعلات المعقدة الخاصة بآلاف البروتينات على جينوم كامل بدلا من واحد في كل مرة.
اعتبرت هذه الدراسة أول تحليل لسمات الجين لعامل مقاوم للسرطان باستخدام هذه الطريقة  [13]. شاركت الباحثة الحاصلة على درجة الدكتوراة سابرينا باترسون من جامعة مينسيوتا في دراسة مع جوانا لامب من مركز فريد هتشينسون لأبحاث السرطان في سياتل في أوكتوبر 2002 والتي بحثت في التأثير الكيميائي الواقي للخضروات الصليبية (مثل البروكلي وكرنب بروكسل). تستعرض نتائج الدراسة التي نشرت في مجلة التغذية الأيض وآليات العمل لمكونات الخضروات الصليبية وتناقش الدراسات التي أجريت لاختبار تأثيرات الخضروات الصليبية على الأنظمة الأحيائية وتلخص الدليل الوبائي والتجريبي للتأثير الجيني متعدد الأشكال (التغيرات الجينية) في هذه الأنزيمات على الاستجابة لتناول الخضروات الصليبية [14].

### الجينوميات والرعاية الصحية
بماذا ستفيدني معرفة البصمة الوراثية؟ ولم يجب أن أعرف بأني أكثر قابلية للإصابة بمرض ليس له علاج؟ هذه أسئلة ذات صلة لا يكف الجمهور عن ترديدها فيما يواصل الباحثون الكشف عن غموض الجينوم البشري. من المهم بمكان طرح هذه الأسئلة وذلك مع الأخذ بالاعتبار بأن المعرفة الحالية بالجينوميات مقارنة بالجينوميات المحتملة سيؤثر يوما ما على الرعاية الصحية بمفهومها الذي نعرفه اليوم.
وجد الباحثون بأن كل الاضطرابات والأمراض تقريبا والتي تؤثر على البشر تعكس التفاعل بين البيئة وجيناتها؛ على كل فما نزال في المراحل الابتدائية لفهم الدور المحدد الذي تلعبه الجينات على الاضطرابات والأمراض المعروفة.
[11] على سبيل المثال، بينما قد تعطي التقارير الأخبارية انطباعات مختلفة فإن معظم أنواع السرطان ليست وراثية. ولذا من المرجح أن الارتفاع الأخير في نسب الإصابة بالسرطان مؤخرا عالميا يمكن أن يعزى جزئيا إلى الارتفاع في عدد المركبات الاصطناعية والسامة الموجودة في مجتمعنا اليوم. ولذا ففي المستقبل القريب فإن جينوميات الصحة العامة والصحة البيئية بشكل أكثر تحديدا ستصبح جزءا هاما من المواضيع المستقبلية الخاصة بالرعاية الصحية.
توجد فوائد محتملة للكشف عن الجينوم البشري وهي التركيز أكثر لتحديد أسباب المرض وأقل على معالجته وذلك من خلال: طرق تشخيص متطورة واكتشاف مبكّر للتغيرات الجينية المهيئة وعلم الصيدلة الجيني والعلاج بالجينات.
إن معرفة كل فرد بتركيبه الجيني سيكون مختلفا. فبالنسبة لبعض الأشخاص فستقدم لهم هذه المعرفة تأكيدات بخصوص عدم إصابتهم بمرض ما بسبب الجينات العائلية الموجودة في تاريخ عائلتهم وبينما سيتمكن البعض الآخر من البحث عن علاجات أو أدوية أفضل لمرض هم مصابون به بالفعل. وسيكتشف البعض الآخر قابليتهم للإصابة بمرض لا يمكن علاجه. على الرغم من أن مثل هذه المعلومة قد تكون مؤلمة، فإنه سيمنحهم الفرصة لمنع أو تأخير مجموعة من هذه الأمراض من خلال: زيادة التثقيف حول هذا المرض وإجراء تغييرات في طبيعة الحياة وإيجاد علاجات وقائية أو تحديد مشغلات بيئية للمرض. كلما واصلنا الحصول على تطورات في دراسة الجينات البشرية فإننا نأمل يوما ما بأن نساهم في ممارسات الرعاية الصحية التي تحدث يوما بيوم. إن فهم بصمتك الوراثية يمكن أن يعمل على تمكينك من القيام بدور فعّال في تعزيز صحتك.
إن الجينوميات وفهم قابلية الأمراض يمكن أن تساعد أداة تحديد صحة تاريخ الأسرة التي يستخدمها الممارسون والعموم. تقوم أداة IOM بتحديد تاريخ الأسرة لستة أمراض مزمنة شائعة (مثل أمراض الصدر والمبيض وسرطان القولون والمستقيم والسكري وأمراض القلب والسكتة الدماغية) (مبادرة IOM). إن التحقق من صحة أدوات فعالة من حيث الكلفة يمكن أن يساعد في استعادة أهمية الممارسات الطبية الأساسية (مثال: تاريخ العائلة) بالمقارنة بتحقيقات التكنولوجيا المكثفة. (http://www.cdc.gov/genomics/about/reports/2005/letter.htm)

### الوجه الجينومي للاستجابات المناعية
هناك مجموعة من الظواهر الحرجة التي تجمع مظاهر مختلفة من التدخلات الصحية معا مثل فحص الحساسية ضد العقاقير أو فحص السرطان أو الحساسية الذاتية وانتشار الأمراض المعدية وتطبيق العلاجات الصيدلانية أو علاجات التغذية هي نظم علم الأحياء للاستجابة المناعية.
على سبيل المثال فإن وباء الإنفلونزا في عام 1918 والحالات الحالية القاتلة للإنسان تبعا لفيروس H5N1 (إنفلونزا الطيور) يوضح كلاهما التسلسل الخطر المحتمل للاستجابات المناعية لهذا الفيروس. كما وأن الحالات الموثقة جيدا هي الحالة الوحيدة للمناعة الذاتية لفيروس HIV في البشر. وذلك تبعا للتحول في سطح البروتين على خلايا CD4 T وهي الهدف الرئيسي لفيروس HIV. إن الجهاز المناعي هو حقيقة نظام حارس للجسم بنتيجة مفادها أن الصحة والأمراض تتم موازنتها بحذر عن طريق استجابة مضمنة لكل من أجزائها المختلفة والتي ستشارك جميعها في تناغم واحد معا. ترتبط معدلات الحساسية العالية وردود أفعال الجهاز التنفسي وظروف المناعة الذاتية والسرطانات جزئيا باستجابات مناعية شاذة والتي تنتزع كلما صادفت الاستجابات المناعية بيئات متغيرة بسرعة. إن أسباب الاستجابات المناعية القلقة يشغل سلسلة من التفاعلات بيئة الجينوم تبعا للغذاء والكماليات والتعرض للشمس والتعرض في مكان العمل إلى آخره. إن جينوميات الصحة العامة ككل ستستلزم بالتأكيد فهما صارما للوجه المتغير للاستجابات المناعية.

### فحص حديثي الولادة
تعمل تجربة فحص الأطفال حديثي الولادة كمقدمة لجينوميات الصحة العامة لأناس كثر إن لم يخضعوا لفحص وراثي قبل الولادة فإن إنجاب طفل جديد سيتطلب الخضوع لسحب عينة من كعب القدم لجمع كمية صغيرة من الدم والتي قد تكون المرة الأولى التي سيواجه فيها الفرد أو الثنائي اختبارا جينيا. يعتبر فحص حديثي الولادة مجالا واعدا في جينوميات الصحة العامة والتي تبدو مستعدة للاستفادة من هدف الصحة العامة للوقاية من المرض كشكل أساسي من أشكال العلاج.
تعتبر معظم الأمراض التي يجب الفحص للتحقق من وجودها نادرة للغاية، اضطرابات الجين المفرد والتي تكون عادة ظروفا وراثية متنحية ولا يمكن تحديدها بسهولة في حديثي الولادة دون هذه الأنواع من الاختبارات. ولذا فقد يحدث أن يكون الطبيب المعالج لم ير أبدا مريضا مصابا بمثل هذه الحالة ولذا فإن تحويلا مباشرا للعيادة المتخصصة سيكون ضروريا للعائلة.
معظم الحالات التي يتم تشخيصها في فحص حديثي الولادة هي الاضطرابات الأيضية والتي قد تتطلب:
أ‌-	نقص إنزيم أو القدرة على استقلاب (أو تكسير) مكون محدد من الغذاء مثل مرض الفينايل كيتون يوريا (Phenylketonuria)
ب‌-	شذوذ بعض مكونات الدم وخصوصا بروتين الهيموغلوبين أو
ت‌-	تغيير بعض مكونات نظام الغدد الصماء خصوصا الغدة الدرقية.
كثير من هذه الاضطرابات بمجرد تحديدها يمكن معالجتها قبل بدء حدوث أعراض أكثر حدة مثل التخلف العقلي أو توقف النمو.
الفحص الوراثي لحديثي الولادة هو مجال لنمو هائل. في أوائل ستينيات القرن الماضي كان الفحص الوحيد الموجود هو الخاص بمرض الفينايل كيتون يوريا. في عام 2000، فإن ثلثي ولايات أمريكا تقريبا تم فحصها لما يقارب 10 أمراض جينية أو أقل في حديثي الولادة. يوفر فحص حديثي الولادة «عائدا ممتازا مقابل إنفاق دولارات الصحة العامة» عند انخفاض التكاليف.[11]

### فهم ممارسات العلاج التقليدي
سيساعد علم الجينوم في تطوير فهم للممارسات التي تطورت عبر القرون في الحضارات القديمة والتي تم تعزيزها عن طريق تمرير الملاحظات من جيل إلى آخر (عروض النمط الظاهري)، غير أن هذه الملاحظات ينقصها التوثيق والدليل العلمي. اعتاد المعالجون التقليديون على قرن أنواع أجسام معينة مع المقاومة أو القابلية لأمراض معينة في ظروف محددة. إن العلم الحديث لم يقم بعد بالتحقق من صحة هذه المعرفة والممارسات وتوحيدها. يمكن أن يعمل علم الجينوم على توفير آليات رئيسية لتعزيز الفهم العلمي لبعض ممارسات هذا العلاج التقليدي عن طريق الجمع بين الأنماط الظاهرية والوراثية.

## قراءات إضافية
- "Australian and New Zealand Journal of Public Health home". Australian and New Zealand Journal of Public Health. Canberra, ACT: Public Health Association of Australia. مؤرشف من الأصل في 2011-04-16.
- "Canadian Journal of Public Health home". Canadian Journal of Public Health. Ottawa, ON: Canadian Public Health Association. مؤرشف من الأصل في 2016-08-16.
- "Scandinavian Journal of Public Health home". Scandinavian Journal of Public Health. Oslo, Norway: SAGE Publications. ISSN:1651-1905. مؤرشف من الأصل في 2016-12-01.

## وصلات خارجية
- مكاتب مراكز مكافحة الأمراض واتقائها الخاصة بجينوميات الصحة العامة (الولايات المتحدة الأمريكية)
- منظمة PHG (منظمة علم الجينوم وصحة السكان)
- حديقة معرفة كامبريدج الوراثية
- مراكز الصحة العامة وعلم الجينوم
- شبكة جينوميات الصحة العامة الأوروبية التي تمولها المفوضية الأوروبية
- المركز الألماني للصحة العامة الوراثية
- TOGEN – المركز التركي لعلم جينوم الصحة العامة
- جمعية P3G – مشروع السكان العام في علم الجينوم
- مجتمع جينوميات الصحة العامة [www.phgs.org]
- GRaPH-Int
- مدونة بركة جين مينسويتا
- حكومة الولايات المتحدة- الصفحة الرئيسية للخصوصية والتشريع
- مركز مصادر منظمة الصحة العالمية لعلم الجينوم